# Brasil Tennis Cup 2014 - Qualificazioni singolare
Le qualificazioni del singolare  del Brasil Tennis Cup 2014 sono state un torneo di tennis preliminare per accedere alla fase finale della manifestazione. I vincitori dell'ultimo turno sono entrati di diritto nel tabellone principale. In caso di ritiro di uno o più giocatori aventi diritto a questi sono subentrati i lucky loser, ossia i giocatori che hanno perso nell'ultimo turno ma che avevano una classifica più alta rispetto agli altri partecipanti che avevano comunque perso nel turno finale.

## Teste di serie
Le prime tre teste di serie hanno ricevuto un bye per l'ultimo turno
1. Anabel Medina Garrigues (primo turno)
2. Nadežda Kičenok (ultimo turno)
3. Mariana Duque Mariño (qualificata)
4. Katarzyna Piter (ultimo turno)
5. Anna-Lena Friedsam (primo turno)
6. Alison Van Uytvanck (qualificata)

1. An-Sophie Mestach (ultimo turno)
2. Aleksandra Panova (ultimo turno)
3. Alexandra Dulgheru (qualificata)
4. Irina-Camelia Begu (ultimo turno)
5. Alizé Lim (qualificata)
6. Arantxa Rus (primo turno)

## Qualificate
1. Sesil Karatančeva
2. Danka Kovinić
3. Mariana Duque Mariño

1. Alexandra Dulgheru
2. Alizé Lim
3. Alison Van Uytvanck

## Tabellone

### Legenda
| - Q = Qualificato - WC = Wild card - LL = Lucky loser | - ALT = Alternate - SE = Special Exempt - PR = Protected Ranking | - w/o = Walkover - r = Ritirato - d = Squalificato |

### 1ª sezione
|  | Primo turno | Primo turno             | Primo turno             | Primo turno | Primo turno |  |  | Ultimo turno | Ultimo turno      | Ultimo turno | Ultimo turno | Ultimo turno |  |
|  |             |                         |                         |             |             |  |  |              |                   |              |              |              |  |
|  | 1           | Anabel Medina Garrigues | Anabel Medina Garrigues | 5           | 2           |  |  |              |                   |              |              |              |  |
|  |             | Sesil Karatančeva       | Sesil Karatančeva       | 7           | 6           |  |  |              | Sesil Karatančeva | 3            | 7            | 7            |  |
|  | WC          | Nathalia Rossi          | Nathalia Rossi          | 4           | 1           |  |  | 8            | Aleksandra Panova | 6            | 65           | 67           |  |
|  | 8           | Aleksandra Panova       | Aleksandra Panova       | 6           | 6           |  |  |              |                   |              |              |              |  |

### 2ª sezione
|  | Primo turno | Primo turno      | Primo turno | Primo turno | Primo turno |  |  | Ultimo turno | Ultimo turno    | Ultimo turno | Ultimo turno | Ultimo turno |  |
|  |             |                  |             |             |             |  |  |              |                 |              |              |              |  |
|  | 2           | Nadežda Kičenok  | 6           | 1           |             |  |  |              |                 |              |              |              |  |
|  |             | Melanie Klaffner | 2           | 0           | r           |  |  | 2            | Nadežda Kičenok | 6            | 1            | 4            |  |
|  |             | Danka Kovinić    | 4           | 6           | 6           |  |  |              | Danka Kovinić   | 2            | 6            | 6            |  |
|  | 12          | Arantxa Rus      | 6           | 3           | 4           |  |  |              |                 |              |              |              |  |

### 3ª sezione
|  | Primo turno | Primo turno          | Primo turno          | Primo turno | Primo turno |  |  | Ultimo turno | Ultimo turno         | Ultimo turno | Ultimo turno | Ultimo turno |  |
|  |             |                      |                      |             |             |  |  |              |                      |              |              |              |  |
|  | 3           | Mariana Duque Mariño | Mariana Duque Mariño | 7           | 6           |  |  |              |                      |              |              |              |  |
|  | WC          | Eduarda Piai         | Eduarda Piai         | 5           | 3           |  |  | 3            | Mariana Duque Mariño | 3            | 6            | 6            |  |
|  |             | Paula Kania          | Paula Kania          | 4           | 1           |  |  | 7            | An-Sophie Mestach    | 6            | 3            | 2            |  |
|  | 7           | An-Sophie Mestach    | An-Sophie Mestach    | 6           | 6           |  |  |              |                      |              |              |              |  |

### 4ª sezione
|  | Primo turno | Primo turno        | Primo turno | Primo turno | Primo turno |  |  | Ultimo turno | Ultimo turno       | Ultimo turno | Ultimo turno | Ultimo turno |  |
|  |             |                    |             |             |             |  |  |              |                    |              |              |              |  |
|  | 4           | Katarzyna Piter    | 4           | 6           | 6           |  |  |              |                    |              |              |              |  |
|  |             | Viktorija Golubic  | 6           | 3           | 3           |  |  | 4            | Katarzyna Piter    | 6            | 4            | 1            |  |
|  |             | Stephanie Vogt     | 3           | 6           | 1           |  |  | 9            | Alexandra Dulgheru | 2            | 6            | 6            |  |
|  | 9           | Alexandra Dulgheru | 6           | 3           | 6           |  |  |              |                    |              |              |              |  |

### 5ª sezione
|  | Primo turno | Primo turno        | Primo turno   | Primo turno | Primo turno |  |  | Ultimo turno | Ultimo turno   | Ultimo turno | Ultimo turno | Ultimo turno |  |
|  |             |                    |               |             |             |  |  |              |                |              |              |              |  |
|  | 5           | Anna-Lena Friedsam | 4             | 6           | 2           |  |  |              |                |              |              |              |  |
|  |             | María Irigoyen     | 6             | 0           | 6           |  |  |              | María Irigoyen | 6            | 4            | 3            |  |
|  | WC          | Laura Pigossi      | Laura Pigossi | 3           | 3           |  |  | 11           | Alizé Lim      | 4            | 6            | 6            |  |
|  | 11          | Alizé Lim          | Alizé Lim     | 6           | 6           |  |  |              |                |              |              |              |  |

### 6ª sezione
|  | Primo turno | Primo turno          | Primo turno          | Primo turno | Primo turno |  |  | Ultimo turno | Ultimo turno        | Ultimo turno        | Ultimo turno | Ultimo turno |  |
|  |             |                      |                      |             |             |  |  |              |                     |                     |              |              |  |
|  | 6           | Alison Van Uytvanck  | Alison Van Uytvanck  | 6           | 6           |  |  |              |                     |                     |              |              |  |
|  | Alt         | Verónica Cepede Royg | Verónica Cepede Royg | 2           | 2           |  |  | 6            | Alison Van Uytvanck | Alison Van Uytvanck | 6            | 7            |  |
|  | WC          | Maria Fernanda Alves | Maria Fernanda Alves | 2           | 1           |  |  | 10           | Irina-Camelia Begu  | Irina-Camelia Begu  | 1            | 6            |  |
|  | 10          | Irina-Camelia Begu   | Irina-Camelia Begu   | 6           | 6           |  |  |              |                     |                     |              |              |  |